# Strjevanje krvi
Strjevanje krvi ali koagulacija je proces, pri katerem v krvi nastajajo strdki. Strjevanje krvi je pomemben mehanizem odziva na poškodbe, kjer strdki ob raztrganju stene žil preprečijo uhajanje krvi, sproži pa tudi proces celjenja rane.
V organizmu obstaja sistem, ki preprečuje, da bi se kri znotraj ožilja strjevala in sistem, ki morebitne krvavitve v čim krajšem času zaustavi. Ob sami poškodbi žile in posledični krvavitvi se sprožijo številni procesi, ki pripomorejo k strjevanju krvi oziroma koagulaciji. Pri nastanku krvavitve pride najprej do zožitve poškodovane žile, pri tem se na kraju poškodbe začnejo sproščati snovi iz žilnega endotela, okoliških tkiv in trombocitov, ki sprožijo nastanek krvnega strdka. Nato se na mestu poškodbe tvori trombocitni čep, kar je posledica zlepljenja trombocitov na poškodovano žilno steno. Pri tem je nujno potreben Willebrandov faktor, ki je nosilec faktorja VIII. Faktorji koagulacije so beljakovine, ki se tvorijo v jetrih in žilnem endotelu. Označujemo jih z rimskimi številkami od I do XIII in z imeni (npr. protrombin, fibrin, itd.)

## Faze koagulacije
Po nastanku trombocitnega čepa se strjevanje krvi nadaljuje v treh fazah:
- 1. faza: Nastaneta tkivni tromboplastin, ki se sprošča iz poškodovanih celic in trombocitni tromboplastin. Pri nastanku tromboplastinov sodelujejo koagulacijski faktorji V, VIII, IX, X, XI, XII in fosfolipidni nosilec.
- 2. faza: Tromboplastin pretvori protrombin (faktor koagulacije II) v trombin. Pri tem procesu sodelujejo faktorji V, VII, X in kalcijevi ioni.
- 3. faza: trombin pretvori topni fibrinogen v netopni fibrin in tako nastane fibrinski strdek.

Istočasno poteka tudi fibrinoliza, to je proces raztapljanja fibrinskega strdka s pomočjo plazmina. Poznamo fiziološko in patološko fibrinolizo. Fiziološko fibrinolizo aktivirajo tkivne krvne kinaze, patološko pa povzročajo nekateri toksini, npr. stafilolizin iz stafilokokov.

## Ocena koagulacije
Za oceno koagulacije so v uporabi različni laboratorijski testi:
- čas krvavitve je kazalec funkcije žil in trombocitov, njegova normalna vrednost je pri človeku od 4 do 8 minut,
- število trombocitov, ta nam pove število trombocitov na liter krvi, normalna vrednost je nad 50 x 109 na liter krvi,
- aktivirani parcialni tromboplastinski čas (APTČ) je kazalec prve faze koagulacije, normalna vrednost je od 25 do 40 sekund,
- protrombinski čas prikaže drugo fazo koagulacije,
- trombinski čas prikaže tretjo fazo koagulacije oz. koncentracijo fibrinogena. Normalna vrednost trombinskega časa je 16 do 20 sekund, normalna vrednost fibrinogena pa je od 2 do 4,2 g/l.

## Motnje strjevanja krvi (koagulopatije)

### Hemofilije
Hemofilije so motnje strjevanja krvi v prvi fazi. Pri tem gre za pomanjkanje ali odsotnost koagulacijskih faktorjev. O hemofilijah večinoma govorimo kot o genetskih boleznih, redkeje pa se hemofilije pojavijo zaradi tvorbe protiteles proti koagulacijskim faktorjem.

#### Hemofilija A
Ta vrsta hemofilije je najpogostejša prirojena motnja koagulacije. 80% vseh oblik hemofilije predstavlja hemofilija A. Pri tej bolezni gre za pomanjkanje faktorja VIII, oz. za manj kot 30% potrebne količine tega faktorja koagulacije. Če ima bolnik samo 1% faktorja VIII, se nenadzorovane krvavitve pojavijo že ob najmanjši poškodbi, če je tega faktorja samo 5%, pride do krvavitev ob udarcu, urezu, puljenju zoba. Če ima bolnik višji odstotek faktorja VIII od navedenih, pride do krvavitev le ob večjih poškodbah. Nagnjenost h krvavitvam se veča do pubertete, nato se manjša. Pojavljajo se tudi sezonske nagnjenosti h krvavitvam.
Bolezen se deduje recesivno na kromosomu X, kjer je gen, ki kodira tvorbo faktorja VIII. Zaradi takšnega dedovanja so hemofiliki večinoma moški. Ženske so večinoma le nosilke bolezni, zbolijo pa le v primeru ko sta prizadeta oba X kromosoma. Faktor VIII preko placente ne prehaja do ploda, zato je novorojenček odvisen od lastnega faktorja VIII.
Znaki: Ob porodnih poškodbah pri novorojenčku je krvavitev močnejša kot sicer. Po telesu se hitro pojavijo modrice, ob izrastu zobovja se pojavijo krvavitve v dlesni. Hitro nastanejo tudi krvavitve pri raznih poškodbah, npr. udarcih, padcih. Pri tem so najpogostejše krvavitve v sklepe, lahko pride tudi do notranjih krvavitev v telesne votline, organe, itd. Krvavitve so ponavljajoče. Pri pogostejših krvavitvah v sklepe lahko pride do zadebelitve sklepov in kontraktur.
Zdravljenje: Nadomeščanje faktorja VIII, dobljenega iz človeške krvne plazme ali z genetskim inženirstvom, in njegovo stalno vzdrževanje nad pragom krvavenja. Faktor VIII vbrizgavamo enkrat tedensko intravenozno, ob poškodbi si lahko bolnik sam vbrizga ustrezen komplet faktorja VIII. Redkeje zdravimo hemofilijo z nadomeščanjem krvne plazme.

#### Hemofilija B
Pri hemofiliji B gre za pomanjkljivo tvorbo faktorja IX. Deduje se recesivno vezano na kromosom X. To obliko hemofilije ima 15% hemofilikov. Hemofilija B se imenuje tudi Christmasova bolezen, to ime je dobila po prvem pacientu, ki so mu diagnosticirali to obliko hemofilije.

#### Hemofilija C
Pri hemofiliji C gre za zelo blago obliko koagulopatije, pri kateri pa je pomanjkljiva tvorba faktorja XI. Deduje se avtosomno recesivno.

### Von Willebrandova bolezen
Von Willebrandova bolezen je druga najpogostejša oblika koagulopatije. Bolezen se deduje avtosomno dominantno in avtosomno recesivno. Pri tej bolezni se tvori premalo Willebrandovega faktorja, ki sodeluje pri lepljenju trombocitov na poškodovano žilno steno.
Znaki: Pogoste krvavitve iz nosu, dolgotrajne krvavitve po puljenju zob, podaljšane menstruacije, ki se posebno pogosto pojavljajo pri adolescentnih deklicah, krvavitev v sklepe za razliko ob hemofilije pri tej bolezni običajno ni.
Zdravljenje: Bolezen zdravimo s humano plazmo.

### Koagulopatija zaradi pomanjkanja vitamina K
Koagulopatija zaradi pomanjkanja vitamina K spada med pridobljene koagulopatije. Vitamin K je potreben za tvorbo protrombina ter faktorjev V, VII in X, ki se tvorijo v jetrih. Vitamin K tvori črevesna flora. Krvavitve zaradi pomanjkanja vitamina K običajno nastanejo pri novorojenčku dva do tri dni po porodu. Novorojenčkovo črevo je namreč še nekaj časa po porodu sterilno, v njem ni bakterij, ki bi tvorile vitamin K. Zaloge, pridobljene od matere preko placente hitro usahnejo. Materino mleko vsebuje malo vitamina K.
Pomanjkanje vitamina K nastane tudi pri celiakiji, cistični fibrozi, terapijah z antibiotiki itd.

### Trombocitopenije
Normalno število trombocitov je 150 do 400 x 109 v litru krvi. Glede na zmanjšanje števila trombocitov v krvi govorimo o treh oblikah trombocitopenije: manjše zmanjšanje števila trombocitov, srednje zmanjšanje števila trombocitov in huda oblika trombocitopenije. Pri hudi obliki trombocitopenije je število trombocitov v litru krvi manjše od 30 x 109. Trombocitopenija nastane zaradi prenizkega tvorjenja trombocitov v kostnem mozgu, kadar pride do okvar kostnega mozga ali pa gre za dedno bolezen. Trombocitopenija lahko nastane tudi zaradi povečane razgradnje trombocitov, kar lahko povzročijo nekatera zdravila in protitelesa. Trombocitopenija pri novorojenčku lahko nastane tudi pri različnih boleznih, ki jih večinoma povzročajo gramnegativne bakterije, virusi in paraziti (npr. toksoplazma). Pri teh boleznih je tvorba trombocitov znižana zaradi motenega dozorevanja v kostnem mozgu. Vzrok trombocitopenije pri novorojenčku so lahko tudi protitelesa proti materinim trombocitom, ki so preko placente prešla v otrokovo kri.

### Trombastenija
Pri trombasteniji je število trombocitov normalno, motena pa je njihova funkcija. Pogoste so epistakse oz. krvavitve iz nosu. Že po blagih udarcih lahko nastanejo hematomi, petehij (točkastih podkožnih krvavitev) pa običajno ni. Bolezen je lahko dedna ali pa nastane pri jetrnih boleznih, ledvičnih boleznih in levkemijah, povzročajo pa jo lahko tudi nekatera zdravila, najpogosteje aspirin.